# Ír labdarúgó-szuperkupa
Az Ír labdarúgó-szuperkupa (hivatalos nevén: President's Cup) egy 2014-ben alapított, az Ír labdarúgó-szövetség által kiírt kupa. Tradicionálisan az új idény első meccsét jelenti, s az előző év bajnoka játszik az előző év kupagyőztesével. 
A legsikeresebb csapat a Cork City gárdája, három győzelemmel.

## Kupadöntők
| Év   | Győztes               | Eredmény | Döntős                | Helyszín      | Nézőszám |
| ---- | --------------------- | -------- | --------------------- | ------------- | -------- |
| 2014 | St Patrick’s Athletic | 1 – 0    | Sligo Rovers          | Richmond Park | 1,330    |
| 2015 | Dundalk               | 2 – 1    | St Patrick’s Athletic | Oriel Park    | 1,800    |
| 2016 | Cork City             | 2 – 0    | Dundalk               | Turners Cross | 1,850    |
| 2017 | Cork City             | 3 – 0    | Dundalk               | Turners Cross | 3,140    |
| 2018 | Cork City             | 4 – 2    | Dundalk               | Oriel Park    |          |

- h.u. – hosszabbítás után
- b.u. – büntetők után

## Statisztika

### Győzelmek száma klubonként
| Csapat       | Győztes                  | Döntős                   |
| ------------ | ------------------------ | ------------------------ |
| Cork City    | 3 (2016), (2017), (2018) | –                        |
| St Patrick's | 1 (2014)                 | 1 (2015)                 |
| Dundalk      | 1 (2015)                 | 3 (2016), (2017), (2018) |
| Sligo Rovers | –                        | 1 (2014)                 |